# 华东电力设计院
中国电力工程顾问集团华东电力设计院有限公司（简称华东电力设计院、华东院）是中华人民共和国一家负责发电、输电、变电等电力工程的规划勘察设计咨询单位，1953年于上海创建。
华东电力设计院持有工程设计综合资质甲级、工程勘察综合类甲级等资质。截至2021年末，在职员工共1197人，全国工程勘察设计大师2人，历年享受政府特殊津贴专家16人，大学本科及以上学历占92%，具有高级专业技术资格645人，其中正高级工程师169人。各类注册职业资格502人次。。

## 历史
1953年3月，中央人民政府燃料工业部电业管理总局华东设计分局成立。1962年10月，改称华东电力设计院（简称华东电力院）。
抽调人员参与创建西北、中南、西南电力设计院。

## 项目

### 核电站
- 浙江秦山核电站常规岛（一期1台、二期4台、三期2台）
- 浙江方家山核电站常规岛（2台）
- 浙江三门核电站常规岛（一期2台、二期2台、三期2台）
- 福建福清核电站常规岛（一期2台、二期1台、三期2台）
- 福建漳州核电站常规岛（一期2台）
- 海南昌江核电站常规岛（二期2台）
- 福建霞浦核电站常规岛（一期2台）
- 浙江金七门核电站常规岛（一期2台）

### 火力发厂
- 浙江玉环电厂

### 输变电
- 1000kV特高压交流输变电工程（参与）
- ±1100kV特高压直流输电工程（参与）